# Liste weiterführender Bildungseinrichtungen in Hongkong
Dies ist eine Liste weiterführender Bildungseinrichtungen in Hongkong (chinesisch 香港大專院校列表):

## Öffentlich finanzierte Universitäten
Öffentlich finanzierte Universitäten (englisch publicly-funded universities) – genauer „Universitäten der Finanzierung durch den UGC-Hochschulförderausschuss“ (大學教育資助委員會資助大學, englisch university grants committee funded universities, kurz 教資會資助大學, englisch UGC-funded universities – „UGC-finanzierte Unis“) – sind Hochschulen, die durch fachlich neutrale Kriterien des UGC-Hochschulförderausschusses bestimmt werden und so öffentliche Mitteln zur Hochschulfinanzierung erhalten.
| Name                                               | Langzeichen  | Kurzzeichen  | Gründung a | Anerkennung b | Typ c      | Bemerkung                                                           | Quelle            |
| -------------------------------------------------- | ------------ | ------------ | ---------- | ------------- | ---------- | ------------------------------------------------------------------- | ----------------- |
| The University of Hong Kong                        | 香港大學     | 香港大学     | 1911       | 1911          | öffentlich | —                                                                   | —                 |
| The Hong Kong Polytechnic University               | 香港理工大學 | 香港理工大学 | 1937       | 1994          | öffentlich | —                                                                   | —                 |
| The Chinese University of Hong Kong                | 香港中文大學 | 香港中文大学 | 1963       | 1976          | öffentlich | —                                                                   | —                 |
| The Hong Kong Baptist University                   | 香港浸會大學 | 香港浸会大学 | 1956       | 1994          | öffentlich | —                                                                   | —                 |
| The City University of Hong Kong                   | 香港城市大學 | 香港城市大学 | 1984       | 1995          | öffentlich | —                                                                   | —                 |
| The Hong Kong University of Science and Technology | 香港科技大學 | 香港科技大学 | 1991       | 1991          | öffentlich | —                                                                   | —                 |
| The Lingnan University of Hong Kong                | 香港嶺南大學 | 香港岭南大学 | 1967       | 1999          | öffentlich | —                                                                   | [ 2 ] [ 3 ]       |
| The Education University of Hong Kong              | 香港教育大學 | 香港教育大学 | 1994       | 2016          | öffentlich | Zusammenschluss fünf pädagogischen Einzelinstitute zur Hochschule d | [ 4 ] [ 5 ] [ 6 ] |

## Eigenfinanzierte Universitäten
Eigenfinanzierte Universitäten (englisch self-funded universities) sind Hochschulen, deren gesamte Finanzierung aus eigener Hand der Hochschule selbst geregelt und finanziert werden. Dabei kann der Hochschulträger sowohl öffentlich als auch privat sein.
| Name                                  | Langzeichen  | Kurzzeichen  | Gründung a | Anerkennung b | Typ c      | Bemerkung | Quelle              |
| ------------------------------------- | ------------ | ------------ | ---------- | ------------- | ---------- | --------- | ------------------- |
| The Hong Kong Shue Yan University     | 香港樹仁大學 | 香港树仁大学 | 1971       | 2006          | privat     | —         | [ 7 ] [ 8 ]         |
| The Hang Seng University of Hong Kong | 香港恆生大學 | 香港恒生大学 | 2003       | 2018          | privat     | —         | [ 9 ] [ 10 ] [ 11 ] |
| The Open University of Hong Kong      | 香港公開大學 | 香港公开大学 | 1989       | 1997          | öffentlich | —         | [ 12 ] [ 7 ]        |

## Weitere Hochschulen
| Name                                                          | Langzeichen                       | Kurzzeichen                       | Gründung a | Anerkennung b | Typ c  | Bemerkung                                                             | Quelle                                    |
| ------------------------------------------------------------- | --------------------------------- | --------------------------------- | ---------- | ------------- | ------ | --------------------------------------------------------------------- | ----------------------------------------- |
| The Bulacan State University – International Campus Hong Kong | 比立勤國立大學 – 香港國際衛星學院 | 比立勤国立大学 – 香港国际卫星学院 | 2003       | 2003          | privat | Satellitencampus der philippinischen Bulacan State University (BULSU) | [ 13 ] [ 14 ] [ 15 ] [ 16 ] [ 17 ] [ 18 ] |

Fußnoten: